# 西日本入国管理センター
西日本入国管理センター（にしにほんにゅうこくかんりせんたー、Nishi Nihon Immigration Center）は、法務省入国管理局（現：出入国在留管理庁）が管轄していた入国者収容所である。1995年に開設されたが、不法滞在者の減少から2015年9月末をもって廃止された。

## 施設
- 所在地：大阪府茨木市郡山1-11-1
- 交通アクセス：JR茨木駅、阪急茨木市駅よりバス
- 執務時間：9:00-12:00・13:00-17:30（土・日曜日・休日を除く）
- 面会受付時間：9:00-11:30・13:00-16:00（土・日曜日・休日を除く）
- 収容人数：300名
- 懲罰房